# Partido judicial de Viella y Medio Arán
El Partido judicial de Viella y del Medio Arán es uno de los 49 partidos judiciales en los que se divide la comunidad autónoma de Cataluña, siendo el partido judicial n.º 6 de la provincia de Lérida.
El ámbito territorial, que viene regulado por el Real Decreto 529/1983, de 9 de marzo, comprende las localidades de :
Arrés, Bausén, Bosost, Caneján, Las Bordas, Lés, Alto Arán, Viella y Medio Arán y Vilamós.